# Endiandra
Genre
Endiandra est un genre de plantes à fleurs de la famille des Lauraceae.

## Liste d'espèces
Selon Catalogue of Life (8 août 2020) :
- Endiandra acuminata C.T.White
- Endiandra aggregata Kosterm.
- Endiandra albiramea Kosterm.
- Endiandra aneityensis Guillaum.
- Endiandra anthropophagorum Domin
- Endiandra archboldiana C.K.Allen
- Endiandra areolata Arifiani
- Endiandra arfakensis Kosterm.
- Endiandra asymmetrica Teschn.
- Endiandra baillonii (Panch.& Sebert) Guillaum.
- Endiandra beccariana Kosterm.
- Endiandra bellendenkerana B.P.M.Hyland
- Endiandra bessaphila B.P.M.Hyland
- Endiandra brassii C.K.Allen
- Endiandra bullata (C.K.Allen) Kosterm.
- Endiandra carrii Kosterm.
- Endiandra chartacea Kosterm.
- Endiandra clavigera Kosterm.
- Endiandra clemensii C.K.Allen
- Endiandra collinsii B.P.M.Hyland
- Endiandra compressa C.T.White
- Endiandra cooperana B.P.M.Hyland
- Endiandra coriacea Merr.
- Endiandra cowleyana F.M.Bailey
- Endiandra crassiflora C.T.White & Francis
- Endiandra cuneata Miq.
- Endiandra cyphellophora Kosterm.
- Endiandra deomalica (Bennet & Chandra) Kosterm.
- Endiandra dichrophylla F.Müll.
- Endiandra dielsiana Teschn.
- Endiandra discolor Benth.
- Endiandra djamuensis Kosterm.
- Endiandra dolichocarpa S.K.Lee & Y.T.Wei
- Endiandra elaeocarpa Gillespie
- Endiandra elongata Arifiani
- Endiandra engleriana Teschn.
- Endiandra euadenia Kosterm.
- Endiandra eusideroxylocarpa Kosterm.
- Endiandra faceta Kosterm.
- Endiandra ferruginea Teschn.
- Endiandra firma Nees
- Endiandra flavinervis Teschn.
- Endiandra floydii B.P.M.Hyland
- Endiandra forbesii Gamble
- Endiandra formicaria Kosterm.
- Endiandra frondosa Kosterm.
- Endiandra fulva Teschn.
- Endiandra gem Kosterm.
- Endiandra gemopsis Kosterm.
- Endiandra gillespiei A.C.Sm.
- Endiandra glauca R.Br.
- Endiandra globosa Maiden & Betche
- Endiandra grandifolia Teschn.
- Endiandra grayi B.P.M.Hyland
- Endiandra hainanensis Merr.& F.P.Metcalf ex C.K.Allen
- Endiandra havelii Kosterm.
- Endiandra hayesii Kosterm.
- Endiandra holttumii M.R.Henderson
- Endiandra hypotephra F.Müll.
- Endiandra immersa Arifiani
- Endiandra impressicosta C.K.Allen
- Endiandra insignis (F.M.Bailey) F.M.Bailey
- Endiandra introrsa C.T.White
- Endiandra invasiorum Kosterm.
- Endiandra jonesii B.P.M.Hyland
- Endiandra kingiana Gamble
- Endiandra lanata Arifiani
- Endiandra latifolia Kosterm.
- Endiandra laxiflora Merr.
- Endiandra lecardii Guillaum.
- Endiandra ledermannii Teschn.
- Endiandra leptodendron B.P.M.Hyland
- Endiandra limnophila B.P.M.Hyland
- Endiandra longipedicellata C.T White
- Endiandra luteola A.C.Sm.
- Endiandra macrophylla (Bl.) Boerl.
- Endiandra macrostemon Kosterm.
- Endiandra magnilimba Kosterm.
- Endiandra maingayi Hook.fil.
- Endiandra microneura C.T.White
- Endiandra microphylla Teschn.
- Endiandra minutiflora Kosterm.
- Endiandra monothyra B.P.M.Hyland
- Endiandra montana C.T.White
- Endiandra monticola A.C.Sm.
- Endiandra muelleri Meisn.
- Endiandra multiflora Teschn.
- Endiandra neocaledonica Kosterm.
- Endiandra oblonga Teschn.
- Endiandra ochracea Kosterm.
- Endiandra oviformis Kosterm.
- Endiandra palmerstonii (F.M.Bailey) C.T.White
- Endiandra papuana Lauterbach
- Endiandra phaeocarpa B.P.M.Hyland
- Endiandra pilosa Kosterm.
- Endiandra polyneura Schltr.
- Endiandra poueboensis Guillaum.
- Endiandra praeclara Gamble
- Endiandra pubens Meisn.
- Endiandra recurva C.T.White
- Endiandra rhizophoretum Kosterm.ex Arifiani
- Endiandra rigidior Kosterm.
- Endiandra rubescens Blume ex Miq.
- Endiandra sankeyana F.M.Bailey
- Endiandra schlechteri Teschn.
- Endiandra scrobiculata Kostermans ex K.M.Kochummen
- Endiandra sebertii Guillaum.
- Endiandra sericea Kosterm.
- Endiandra sideroxylon B.P.M.Hyland
- Endiandra sieberi Nees
- Endiandra sleumeri Kosterm.
- Endiandra solomonensis C.K.Allen
- Endiandra spathulata Kosterm.
- Endiandra sphaerica C.K.Allen
- Endiandra sulavesiana Kosterm.
- Endiandra teschneriana C.K.Allen
- Endiandra trichotosa A.C.Sm.
- Endiandra tryphera A.C.Sm.
- Endiandra versteeghii Kosterm.
- Endiandra virens F.Müll.
- Endiandra whitmorei Kosterm.
- Endiandra wolfei B.P.M.Hyland
- Endiandra wrayi Gamble
- Endiandra xanthocarpa B.P.M.Hyland
- Endiandra xylophylla Kosterm.

Selon The Plant List (8 août 2020) :
- Endiandra acuminata C.T.White
- Endiandra aggregata Kosterm.
- Endiandra albiramea Kosterm.
- Endiandra aneityensis Guillaumin
- Endiandra anthropophagorum Domin
- Endiandra archboldiana C.K.Allen
- Endiandra arfakensis Kosterm.
- Endiandra asymmerrica Teschner
- Endiandra baillonii (Pancher & Sebert) Guillaumin
- Endiandra beccariana Kosterm.
- Endiandra bellendenkerana B.Hyland
- Endiandra bessaphila B.Hyland
- Endiandra brassii C.K.Allen
- Endiandra bullata (C.K.Allen) Kosterm.
- Endiandra carrii Kosterm.
- Endiandra chartacea Kosterm.
- Endiandra clavigera Kosterm.
- Endiandra clemensii C.K.Allen
- Endiandra collinsii B.Hyland
- Endiandra compressa C.T.White
- Endiandra cooperana B.Hyland
- Endiandra coriacea Merr.
- Endiandra cowleyana F.M.Bailey
- Endiandra crassiflora C.T.White & W.D.Francis
- Endiandra cuneata Miq.
- Endiandra cyphellophora Kosterm.
- Endiandra deomalica (Bennet & Chandra) Kosterm.
- Endiandra dichrophylla F.Muell.
- Endiandra dielsiana Teschner
- Endiandra discolor Benth.
- Endiandra djamuensis Kosterm.
- Endiandra dolichocarpa S.K.Lee & Y.T.Wei
- Endiandra elaeocarpa Gillespie
- Endiandra elongata Arifiani
- Endiandra engleriana Teschner
- Endiandra euadenia Kosterm.
- Endiandra eusideroxylocarpa Kosterm.
- Endiandra faceta Kosterm.
- Endiandra ferruginea Teschner
- Endiandra firma Nees
- Endiandra flavinervis Teschner
- Endiandra floydii B.Hyland
- Endiandra forbesii Gamble
- Endiandra formicaria Kosterm.
- Endiandra fulva Teschner
- Endiandra gem Kosterm.
- Endiandra gemopsis Kosterm.
- Endiandra gillespiei A.C.Sm.
- Endiandra glauca R.Br.
- Endiandra globosa Maiden & Betche
- Endiandra grandifolia Teschner
- Endiandra grayi B.Hyland
- Endiandra hainanensis Merr.& F.P.Metcalf
- Endiandra havelii Kosterm.
- Endiandra hayesii Kosterm.
- Endiandra holttumii M.R.Hend.
- Endiandra hypotephra F.Muell.
- Endiandra immersa Arifiani
- Endiandra impressicosta C.K.Allen
- Endiandra inaequitepala Kosterm.
- Endiandra insignis (F.M.Bailey) F.M.Bailey
- Endiandra introrsa C.T.White
- Endiandra invasiorum Kosterm.
- Endiandra jonesii B.Hyland
- Endiandra kingiana Gamble
- Endiandra latifolia Kosterm.
- Endiandra laxiflora Merr.
- Endiandra lecardii Guillaumin
- Endiandra ledermannii Teschner
- Endiandra leptodendron B.Hyland
- Endiandra limnophila B.Hyland
- Endiandra longipedicellata C.T.White
- Endiandra luteola A.C.Sm.
- Endiandra macrophylla (Blume) Boerl.
- Endiandra macrostemon Kosterm.
- Endiandra magnilimba Kosterm.
- Endiandra maingayi Hook.f.
- Endiandra microneura C.T.White
- Endiandra microphylla Teschner
- Endiandra minutiflora Kosterm.
- Endiandra monothyra B.Hyland
- Endiandra montana C.T.White
- Endiandra monticola A.C.Sm.
- Endiandra muelleri Meisn.
- Endiandra multiflora Teschner
- Endiandra neocaledonica Kosterm.
- Endiandra oblonga Teschner
- Endiandra ochracea Kosterm.
- Endiandra oviformis Kosterm.
- Endiandra palmerstonii (F.M.Bailey) C.T.White
- Endiandra papuana Lauterb.
- Endiandra phaeocarpa B.Hyland
- Endiandra pilosa Kosterm.
- Endiandra polyneura Schltr.
- Endiandra poueboensis Guillaumin
- Endiandra praeclara Gamble
- Endiandra pubens Meisn.
- Endiandra recurva C.T.White
- Endiandra reticulata Gillespie
- Endiandra rhizophoretum Kosterm.ex Arifiani
- Endiandra rigidior Kosterm.
- Endiandra rubescens (Blume) Miq.
- Endiandra sankeyana F.M.Bailey
- Endiandra schlechteri Teschner
- Endiandra scrobiculata Kosterm.ex Kochummen
- Endiandra sebertii Guillaumin
- Endiandra sericea Kosterm.
- Endiandra sideroxylon B.Hyland
- Endiandra sieberi Nees
- Endiandra sleumeri Kosterm.
- Endiandra solomonensis C.K.Allen
- Endiandra spathulata Kosterm.
- Endiandra sphaerica C.K.Allen
- Endiandra sulavesiana Kosterm.
- Endiandra sumatrana Miq.
- Endiandra teschneriana C.K.Allen
- Endiandra trichotosa A.C.Sm.
- Endiandra tryphera A.C.Sm.
- Endiandra versteeghii Kosterm.
- Endiandra virens F.Muell.
- Endiandra whitmorei Kosterm.
- Endiandra wolfei B.Hyland
- Endiandra wrayi Gamble
- Endiandra xanthocarpa B.Hyland
- Endiandra xylophylla Kosterm.

Selon Tropicos (8 août 2020) (Attention liste brute contenant possiblement des synonymes) :
- Endiandra acuminata C.White & W.D.Francis
- Endiandra aggregata Kosterm.
- Endiandra albiramea Kosterm.
- Endiandra aneityensis Guillaumin
- Endiandra anthropophagorum Domin
- Endiandra arborea Elmer
- Endiandra archboldiana C.K.Allen
- Endiandra areolata Arifiani
- Endiandra arfakensis Kosterm.
- Endiandra artensis Munzinger & McPherson
- Endiandra asymmerrica Teschner
- Endiandra asymmetrica Teschner
- Endiandra aurea Kosterm.
- Endiandra baillonii (Pancher & Sebert) Guillaumin
- Endiandra beccariana Kosterm.
- Endiandra bellendenkerana B.Hyland
- Endiandra bessaphila B.Hyland
- Endiandra brassii Allen
- Endiandra bullata (C.K.Allen) Kosterm.
- Endiandra candolleana (Meisn.) Kurz
- Endiandra carrii Kosterm.
- Endiandra chartacea Kosterm.
- Endiandra clavigera Kosterm.
- Endiandra clemensii C.K.Allen
- Endiandra collinsii B.Hyland
- Endiandra compressa C.White
- Endiandra cooperana B.Hyland
- Endiandra coriacea Merr.
- Endiandra cowleyana F.M.Bailey
- Endiandra crassiflora C.White & W.D.Francis
- Endiandra crassifolia Ridl.
- Endiandra cuneata Miq.
- Endiandra cyphellophora Kosterm.
- Endiandra deomalica (Bennet & Sum.Chandra) Kosterm.
- Endiandra dichrophylla F.Muell.
- Endiandra dielsiana Teschner
- Endiandra discolor Benth.
- Endiandra djamuensis Kosterm.
- Endiandra dolichocarpa S.K.Lee & Y.T.Wei
- Endiandra elaeocarpa Gillespie
- Endiandra elongata Arifiani
- Endiandra engleriana Teschner
- Endiandra euadenia Kosterm.
- Endiandra eusideroxylocarpa Kosterm.
- Endiandra exostemonea F.Muell.
- Endiandra faceta Kosterm.
- Endiandra ferruginea Teschner
- Endiandra firma Nees
- Endiandra flavinervis Teschner
- Endiandra floydii B.Hyland
- Endiandra forbesii Gamble
- Endiandra formicaria Kosterm.
- Endiandra fragrans (C.K.Allen) Kosterm.
- Endiandra frondosa Kosterm.
- Endiandra fulva Teschner
- Endiandra gem Kosterm.
- Endiandra gemopsis Kosterm.
- Endiandra gillespiei A.C.Sm.
- Endiandra gitingensis Elmer
- Endiandra glandulosa C.K.Allen
- Endiandra glauca R.Br.
- Endiandra globosa Maiden & Betche
- Endiandra grandifolia Teschner
- Endiandra grayi B.Hyland
- Endiandra hainanensis Merr.& F.P.Metcalf ex C.K.Allen
- Endiandra havelii Kosterm.
- Endiandra hayesii Kosterm.
- Endiandra holttumii M.R.Hend.
- Endiandra hypotephra F.Muell.
- Endiandra immersa Arifiani
- Endiandra impressicosta C.K.Allen
- Endiandra inaequitepala Kosterm.
- Endiandra insignis (F.M.Bailey) F.M.Bailey
- Endiandra introrsa C.White
- Endiandra invasiorum Kosterm.
- Endiandra itauba (Meisn.) Benth.& Hook.f.
- Endiandra jamaicensis Spreng.
- Endiandra jonesii B.Hyland
- Endiandra kassamensis Arifiani, Basukriadi, Adi & Chikmawati, Tatik
- Endiandra kingiana Gamble
- Endiandra lanata Arifiani
- Endiandra lanyuensis H.T.Chang
- Endiandra latifolia Kosterm.
- Endiandra laxiflora Merr.
- Endiandra lecardii Guillaumin
- Endiandra ledermannii Teschner
- Endiandra leptodendron B.Hyland
- Endiandra limnophila B.Hyland
- Endiandra longipedicellata C.White & W.D.Francis
- Endiandra lowiana F.M.Bailey
- Endiandra luteola A.C.Sm.
- Endiandra macrophylla (Blume) Boerl.
- Endiandra macrostemon Kosterm.
- Endiandra magnilimba Kosterm.
- Endiandra maingayi Hook.f.
- Endiandra merrilliana C.K.Allen
- Endiandra micrantha (Meisn.) Boerl.
- Endiandra microneura C.White
- Endiandra microphylla Teschner
- Endiandra minutiflora Kosterm.
- Endiandra monothyra B.Hyland
- Endiandra montana C.White
- Endiandra monticola A.C.Sm.
- Endiandra muelleri Meisn.
- Endiandra multiflora Teschner
- Endiandra navalium (Allemão) Benth.& Hook.f.
- Endiandra neocaledonica Kosterm.
- Endiandra oblonga Teschner
- Endiandra ochracea Kosterm.
- Endiandra oviformis Kosterm.
- Endiandra palmerstonii (F.M.Bailey) C.White & W.D.Francis
- Endiandra papuana Lauterb.
- Endiandra parviflora Kosterm.
- Endiandra phaeocarpa B.Hyland
- Endiandra pilosa Kosterm.
- Endiandra polyneura Schltr.
- Endiandra poueboensis Guillaumin
- Endiandra praeclara Gamble
- Endiandra pubens Meisn.
- Endiandra recurva C.T.White
- Endiandra reticulata Gillespie
- Endiandra rhizophoretum Arifiani
- Endiandra rigidior Kosterm.
- Endiandra rubescens (Blume) Miq.
- Endiandra sankeyana F.M.Bailey
- Endiandra schlechteri Teschner
- Endiandra scrobiculata Kosterm.ex Kochummen
- Endiandra sebertii Guillaumin
- Endiandra sericea Kosterm.
- Endiandra sideroxylon B.Hyland
- Endiandra sieberi Nees
- Endiandra sleumeri Kosterm.
- Endiandra solomonensis C.K.Allen
- Endiandra spathulata Kosterm.
- Endiandra sphaerica C.K.Allen
- Endiandra subtriplinervis C.White & W.D.Francis
- Endiandra sulavesiana Kosterm.
- Endiandra sumatrana Miq.
- Endiandra teschneriana C.K.Allen
- Endiandra tooram F.M.Bailey
- Endiandra trichotosa A.C.Sm.
- Endiandra tryphera A.C.Sm.
- Endiandra versteeghii Kosterm.
- Endiandra vidalii Elmer
- Endiandra virens F.Muell.
- Endiandra viridis J.Presl
- Endiandra whitmorei Kosterm.
- Endiandra wolfei B.Hyland
- Endiandra wrayi Gamble
- Endiandra xanthocarpa B.Hyland
- Endiandra xylophylla Kosterm.